# میشل پازیانزا
میشل پازیانزا (انگلیسی: Michele Pazienza؛ زادهٔ ۵ اوت ۱۹۸۲) بازیکن فوتبال اهل ایتالیا است.
از باشگاه‌هایی که در آن بازی کرده‌است می‌توان به باشگاه فوتبال فیورنتینا، باشگاه فوتبال یوونتوس، باشگاه فوتبال فوجا، باشگاه فوتبال بولونیا، باشگاه فوتبال اودینزه، باشگاه فوتبال رجانا، باشگاه فوتبال ویچنزا، و باشگاه فوتبال ناپولی اشاره کرد.